# Ropalopus signaticollis
Ropalopus signaticollis är en skalbaggsart som beskrevs av Semyon Martynovich Solsky 1872. Ropalopus signaticollis ingår i släktet Ropalopus och familjen långhorningar. Inga underarter finns listade i Catalogue of Life.